# 超高速集成电路
超高速集成电路（英語：Very High Speed Integrated Circuit Program，缩写：VHSIC）是1980年代美国政府发展集成电路工业的一个规划。
美国国防部于1980年启动该计划。这个计划是美国陆军、海军、空军三方承担的项目，主要目的是推动集成电路材料、印刷、封装、测试、软件算法的发展，许多计算机辅助设计工具在这一时期被开发出来，例如硬件描述语言VHDL。在这一计划中，军方对于砷化镓材料的兴趣被重新转移到了CMOS电路上。